# La Terrasse
La Terrasse település Franciaországban, Isère megyében. Lakosainak száma 2463 fő (2022. január 1.). La Terrasse Goncelin, Lumbin, Tencin, Le Touvet és Plateau-des-Petites-Roches községekkel határos.

## Népesség
A település népességének változása:
| Lakosok száma | 762  | 1012 | 1291 | 2218 | 2463 | 2567 | 2539 | 2510 | 2495 | 2463 |
|               | 1968 | 1982 | 1990 | 2006 | 2013 | 2015 | 2017 | 2019 | 2020 | 2022 |